# Adelophryne patamona
Adelophryne patamona es una especie de anfibio anuro de la familia Eleutherodactylidae.

## Distribución geográfica
Esta especie es endémica de Guyana. Habita en la ladera norte del Monte Wokomung en la cordillera de Pacaraima entre los 678 y 1414 m sobre el nivel del mar. Su presencia es incierta en Brasil.

## Descripción
Adelophryne patamona generalmente mide menos de 20 mm.

## Publicación original
- MacCulloch, Lathrop, Kok, Minter, Khan & Barrio-Amoros, 2008: A new species of Adelophryne (Anura: Eleutherodactylidae) from Guyana, with additional data on A. gutturosa. Zootaxa, n.º 1884, p. 36–50.[6]